# 2012 aux Îles Cook
Cet article présente les faits marquants de l'année 2012 aux Îles Cook.

## Évènements
- mai : Les gouvernements des Tuvalu, des îles Cook et des Tokelau annoncent des objectifs précis en matière d'abandon des énergies fossiles et de transition vers des énergies renouvelables[1].

- 9 mai : Décès de Sir Geoffrey Henry, né le 16 novembre 1940, ancien Premier ministre (1983 ; 1989-1999)[2].

- 9 juillet : Décès de Sir Terepai Maoate, né le 1er septembre 1934, ancien Premier ministre (1999-2000)[3].